# Окулярник фіджійський
Окулярник фіджійський (Zosterops explorator) — вид горобцеподібних птахів родини окулярникових (Zosteropidae). Ендемік Фіджі.

## Опис
Довжина птаха становить 10-11 см, вага 10,5 г. Верхня частина тіла жовтувато-оливкова, горло і груди жовті, живіт сіруватий. Лапи сірі. Навколо очей характерні білі кільця. Виду не притаманний статевий диморфізм.

## Поширення і екологія
Фіджійські окулярники мешкають на островах Віті-Леву, Вануа-Леву, Тавеуні, Кандаву і Овалау. Вони живуть в рівнинних і гірських тропічних лісах та в чагарникових заростях. Віддають переагу густим тропічним лісам.

## Поведінка
Фіджійські окулярники харчуються комахами. Приєднуться до змішаних зграй птахів, зокрема до зграй сивоспинних окулярників.